# Свистун балімський
Свистун балімський (Pachycephala balim) — вид горобцеподібних птахів родини свистунових (Pachycephalidae). Ендемік Індонезії.

## Опис
Довжина птаха становить 16-19 см. Верхня частина тіла і края крил оливково-зелені. Нижня частина тіла яскраво-жовта, хвіст чорний. У самиці тім'я рудувато-коричневе, горло світле, смугасте.

## Таксономія і систематика
Балімського свистуна дослідники вважали підвидом золотистого, мангрового або серамського свистуна. В 2016 році Міжнародна спілка орнітологів визнала його окремим видом, однак деякі дослідники продовжують дотримуватися старої класифікації.

## Поширення і екологія
Балімські свистуни є ендеміками гірського хребта Судірман в індонезійській провінції Папуа, на заході Нової Гвінеї. Живуть в гірських тропічних лісах на південь від долини Балієм на висоті від 1600 до 2400 м над рівнем моря.